# Kämpfelbach (Fluss)
Der Kämpfelbach ist ein Bach im baden-württembergischen Enzkreis. Er mündet nach einem über 11 km langen, erst nordwestlichen, dann westlichen Lauf im Ortsteil Singen von Remchingen von rechts in die obere Pfinz. Nach ihm ist die von ihm durchflossene Gemeinde Kämpfelbach benannt.

## Geographie

### Quelle
Der Kämpfelbach entspringt einer gefassten Karstquelle in Ispringen (263 m ü. NHN), das am Rand des Karstgebiets der Bauschlotter Platte liegt. Ein 1977 durchgeführter Färbeversuch ergab, dass über die Quelle das 1,75 Kilometer südlich der Kämpfelbachquelle gelegene Enzenloch entwässert, die Schwinde einer 3,1 Quadratkilometer großen Karstwanne ohne oberirdischen Abfluss im Bereich der Anschlussstelle Pforzheim-West der Bundesautobahn 8 und des Pforzheimer Gewerbegebiets Wilferdinger Höhe. Die bei dem Färbeversuch ermittelte Abstandsgeschwindigkeit lag bei 77 Meter pro Stunde. Heute wird die Umgebung des Enzenlochs, soweit versiegelt, über einen Stollen der Pforzheimer Kanalisation und die Pforzheimer Kläranlage letztlich zur Enz entwässert; nur bei starken Niederschlägen versickert noch Wasser in der Schwinde.
Mit der 10,6 Quadratkilometer großen Katharinentalerhof-Senke liegt eines der größten abflusslosen Gebiete Deutschlands östlich von Ispringen. Ein ebenfalls 1977 durchgeführter Färbeversuch am Fuchsloch, der zentralen Schwinde der Senke, ergab, dass der Hauptaustritt des Wassers am 10 Kilometer weiter nördlich liegenden Enzbrunnen erfolgte. An der 3,8 Kilometer entfernten Kämpfelbachquelle kam es nach fünf Tagen zu einem Nebenaustritt.
Zwischen Februar und Mai 1977 wurden Quellschüttungen zwischen 72 und 148 Liter pro Sekunde gemessen. Dabei erhöhte sich die Schüttung nach starken Niederschlägen schneller und stärker als bei anderen untersuchten Quellen. Eine Informationstafel an der Kämpfelbachquelle gibt die Schüttung mit 30 bis 40 Liter pro Sekunde an.
Die Schüttung der Kämpfelbachquelle ist so groß und gleichmäßig, dass früher bereits 50 Meter nach dem Ursprung eine heute noch erkennbare Mühle betrieben werden konnte.

### Verlauf
Von der Quelle nahe der Ispringer Brunnenstraße fließt der Kämpfelbach zunächst lange nordwestlich. Schon nach weniger als einem Kilometer nimmt er am Ortsende den hier bereits 4,5 km langen Lechfeldgraben auf, der auf dem Pforzheimer Wolfsberg seinen Lauf beginnt und zuletzt in Ispringen dicht neben dem Kämpfelbach einherfließt. Weiter abwärts durchläuft er die Ortsteile Ersingen und Bilfingen der Gemeinde Kämpfelbach.
Nach dem Übertritt aufs Gemeindegebiet von Königsbach-Stein mündet von Osten her aus dessen Ortsteil Stein der Bruchbach zu, sein bedeutendster Nebenfluss, fast so lange wie er selbst bis hierher und mit einem sogar größeren Teileinzugsgebiet. Der Kämpfelbach wechselt nun selbst auf Westlauf, durchfließt den anderen Ortsteil Königsbach der Gemeinde, wo jeweils von rechts Ramsbach und dann Frontalgraben zulaufen. Zuletzt durchfließt er noch das Dorf Singen der Nachbargemeinde Remchingen und mündet dort von rechts in die obere Pfinz.

### Einzugsgebiet
Das 73,2 km² große Einzugsgebiet des Kämpfelbachs liegt, naturräumlich gesehen, im Pfinzhügelland genannten Teil des Kraichgaus, mit der Quelle und den höheren Oberlaufabschnitten im Osten und Süden in dessen Unterraum Östlicher Pfinzgau, mit dem etwas weniger umfänglichen nordwestlichen Tallagen in dessen Unterraum Westlicher Pfinzgau. Der höchste Punkt an der südlichen Wasserscheide am Nordabfall des Pforzheimer Schönbühls (394,5 m ü. NHN) erreicht knapp 390 m ü. NHN.
Im Gebiet steht überwiegend der Muschelkalk an, der am Nordostsaum noch von Lettenkeuper (Erfurt-Formation) überlagert ist, stellenweise liegt dort und auch im westlichen Einzugsgebiet über der höchsten triassischen Schicht auch noch Lösssediment aus viel jüngerer quartärer Ablagerung. Die Hochflächen zwischen den vielerorts tiefer eingegrabenen Tälern bestehen aus Oberem Muschelkalk. Schon die Tallinie aus Lechfeldgraben und Kämpfelbach beginnt im flachen oberen Teil im Mittleren Muschelkalk und abwärts von Ersingen bereits streicht an den unteren Talhängen der Untere Muschelkalk aus. Der noch darunter liegende Buntsandstein wird dagegen nirgends erreicht. Wenige Störungslinien, vermutet oder nachgewiesen, verlaufen etwa von Südwest nach Nordost.
Reihum grenzen die Einzugsgebiete folgender Nachbargewässer an:
- im Nordwesten von der Mündung an das der abwärtigen Pfinz mit nur wenigen und kurzen Zuflüssen von der Wasserscheide her;
- im Norden das des Walzbachs, der viel weiter abwärts ebenfalls in die Pfinz entwässert;
- im Nordosten liegt das Quellgebiet eines höheren Zuflusses des Saalbachs, der unterhalb der Pfinz ebenfalls den Oberrhein speist;
- jenseits der östlichen und südlichen Wasserscheide laufen einige Bäche zur Enz, deren Abfluss den Rhein noch viel weiter abwärts über den Neckar erreicht; die Enz selbst fließt in Pforzheim gerade mal einen Kilometer von der Scheide entfernt und
- im Südwesten konkurriert nur kurz der Rannbach, dann fast bis zur Mündung der Hungerbrunnengraben, zwei rechte Zuflüsse nun wieder der Pfinz oberhalb des Kämpfelbachs.

Der zentrale Teil des Einzugsgebietes mit dem gesamten Lauf des Kämpfelbaches selbst liegt im Enzkreis; von ihm haben die Gemeinden Ispringen, Kämpfelbach, Königsbach-Stein und Remchingen sowie im Bruchbach-Teileinzugsgebiet Eisingen und Neulingen Anteil daran. Daneben gehört der Südrand zur kreisfreien Stadt Pforzheim und ein schmaler Streifen ganz im Norden zum Landkreis Karlsruhe mit Gebietsanteilen für die Gemeinden Pfinztal und Walzbachtal.

### Zuflüsse und Seen
Hierarchische Liste der Zuflüsse und  Seen von der Quelle zur Mündung. Gewässerlänge, Seefläche, Einzugsgebiet und Höhe nach den entsprechenden Layern auf der Onlinekarte der LUBW. Andere Quellen für die Angaben sind vermerkt.
Ursprung des Kämpfelbachs in der Karstquelle Kämpfelbachquelle auf 263 m ü. NHN nahe der Brunnenstraße in Ispringen.
- Lechfeldgraben, von rechts und Ostsüdosten auf etwa 250 m ü. NHN kurz nach Ispringen und nach einer Gewässerkreuzung mit dem Kämpfelbach, 4,5 km und ca. 8,2 km².[LUBW 7] Entsteht auf etwa 332 m ü. NHN neben der Straße Unterm Wolfsberg im nördlichen Pforzheim.
Der Kämpfelbach ist am Zufluss erst 0,8 km lang und hat bis zu diesem ein oberirdisches Einzugsgebiet von nur etwa 1,0 km². Da der Kämpfelbach aber einer Karstquelle in der mit dem Lechfeldgraben gemeinsamen Talrinne entspringt, können die im Karst wesentlicheren unterirdischen Einzugsgebiete sehr verschieden von den oberirdischen aufgeteilt sein.
  - Dachslochgraben, von rechts und Nordosten auf etwa 290 m ü. NHN kurz nach der Brücke der A 8 über die Bahnstrecke Mühlacker–Karlsruhe und wenig vor Ispringen, 1,0 km und ca. 0,8 km².[LUBW 7] Entsteht auf etwa 337 m ü. NHN neben der L 621 Pforzheim–Eisingen am unteren Rand des Waldes auf dem Hohberg.
- Passiert zwei Fischteiche links am Lauf auf etwa 243 m ü. NHN zwischen Ispringen und Kämpfelbach-Ersingen, zusammen 0,3 ha.
- (Bach aus den Obersten Wiesen), von links und Südsüdosten auf knapp 206 m ü. NHN[LUBW 4] gleich nach Ersingen, 1,4 km und ca. 4,2 km².[LUBW 7] Entspringt auf etwa 240 m ü. NHN wenig südlich von Ersingen.
- Bruchbach, von rechts und Ostnordosten auf etwa 175 m ü. NHN westlich des Gemeindeteils Stein von Königsbach-Stein, 2,6 km auf dem Namenslauf und 6,0 km mit dem längeren Oberlauf sowie 28,9 km².[LUBW 8] Entsteht auf unter 205 m ü. NHN östlich von Stein aus dem Zusammenfluss seiner beiden Oberläufe.
Der Kämpfelbach hat bis zu diesem großen Zufluss eine Länge von 6,4 km, aber erst ein Einzugsgebiet von 20,0 km² akkumuliert.
  - Mühlbach, rechter und östlicher Oberlauf, 3,4 km und 8,1 km². Entsteht auf etwa 305 m ü. NHN an der Kläranlage von Neulingen-Göbrichen.
    - rund 100 m langer rechter Zufluss vom Meisterbrunnen. Gefasste Quelle, bei Messungen 1977 sehr konstante Schüttung zwischen 45 und 62 l/s.[11]

  - Neilinger Grundgraben oder Neulinger Grundgraben[LUBW 9], linker und ostsüdöstlicher Oberlauf, 2,1 km und 3,8 km². Entsteht auf etwa 259 m ü. NHN im Kohlloh nördlich von Eisingen.
  - Gennenbach oder Gengenbach[LUBW 10], von links und Südosten auf etwa 185 m ü. NHN neben dem Sägmühlweg in Stein, 4,4 km und 11,3 km². Entsteht auf etwa 290 m ü. NHN im Loch nördlich von Ispringen.
    - Eisingerbach, früher Hauptgraben[LUBW 11], von rechts und Ostsüdosten auf etwa 243 m ü. NHN wenig vor Stein, 1,4 km und ca. 4,5 km².[LUBW 7] Entsteht auf etwa 223 m ü. NHN am westnordwestlichen Ortsrand von Eisingen.

  - (Bach aus dem Löchle), von rechts und Nordnordosten auf etwa 178 m ü. NHN am Südwestrand von Stein, 1,1 km und 1,1 km². Entsteht auf knapp 210 m ü. NHN im nordwestlichen Stein in einer vom Löchle im Norden herkommenden Talmulde.
- Ramsbach, von rechts und Nordosten auf etwa 168 m ü. NHN kurz nach dem Schloss Königsbach im östlichen Siedlungsbereich des Gemeindeteils Königsbach von Königsbach-Stein, 2,6 km und 4,2 km². Entsteht auf etwa 232 m ü. NHN am Brettener Weg wenig vor dem Großen Wald.
- Frontalgraben, von rechts und zuletzt Norden auf knapp 165,3 m ü. NHN[LUBW 4] in Königsbach, 6,5 km und 12,7 km². Entsteht auf etwa 262 m ü. NHN im Löwengrund nördlich von Stein und fließt anfangs etwa westlich.
  -  Passiert auf etwa 210–200 m ü. NHN einige Seen rechts am Lauf und über dem Talgrund auf einem Golfplatz am Johannistalerhof von Walzbachtal-Wössingen, zusammen 0,9 ha.
  - Traisbach, von rechts und Nordwesten auf etwa 173 m ü. NHN vor Königsbach, 1,6 km und ca. 3,8 km².[LUBW 7] Entsteht auf etwa 199 m ü. NHN östlich des Einbergs.
    -  Am Beginn der Talmulde liegen auf etwa 235–225 m ü. NHN zwei Seen auf dem Golfplatz, zusammen über 0,1 ha.
    - Brunnenäckergraben, von rechts und Westnordwesten auf etwa 187 m ü. NHN zwischen dem Einberg und Trais, 0,6 km und ca. 1,1 km².[LUBW 7] Entsteht auf etwa 205 m ü. NHN am Südfuß des Einbergs.

  - Quilltalgraben, von rechts und Nordwesten auf etwa 168 m ü. NHN im westlichen Königsbach, 1,0 km und ca. 1,7 km².[LUBW 7] Entsteht auf etwa 213 m ü. NHN nahe dem Königsbacher Wohnplatz Hegenach.
- Sallenbuschgraben, von rechts und Nordnordwesten auf etwa 161 m ü. NHN an der Kläranlage nach Königsbach, 1,3 km und 1,4 km². Entsteht auf etwa 204 m ü. NHN im Gewann Sal(l)enbusch.
  - Quillbronngraben, von rechts und Nordwesten auf etwa 170 m ü. NHN etwas vor dem Nordostrand von Remchingen-Singen, 1,0 km und ca. 0,7 km².[LUBW 7] Entsteht auf etwa 207 m ü. NHN am Gewann Quillbronn nördlich von Singen.

Mündung des Kämpfelbachs von rechts und zuletzt Osten auf etwa 152 m ü. NHN an der Marktstraßenbrücke in Singen in die obere Pfinz. Der Kämpfelbach ist ab seiner Karstquelle 11,3 km, vom Ursprung seines längeren Oberlaufs Lechfeldgraben an gerechnet sogar 14,9 km lang und hat ein 73,2 km² großes Einzugsgebiet.

### LUBW
Amtliche Online-Gewässerkarte mit passendem Ausschnitt und den hier benutzten Layern: Lauf und Einzugsgebiet des Kämpfelbachs

Allgemeiner Einstieg ohne Voreinstellungen und Layer: Daten- und Kartendienst der Landesanstalt für Umwelt Baden-Württemberg (LUBW) (Hinweise)
1. 1 2 3  Höhe nach dem Höhenlinienbild auf dem Hintergrundlayer Topographische Karte.
2. 1 2 3  Länge nach dem Layer Gewässernetz (AWGN).
3. 1 2  Einzugsgebiet nach dem Layer Aggregierte Gebiete 05.
4. 1 2 3  Höhe nach schwarzer Beschriftung auf dem Hintergrundlayer Topographische Karte.
5. ↑  Seefläche nach dem Layer Stehende Gewässer.
6. ↑  Einzugsgebiet nach dem Layer Basiseinzugsgebiet (AWGN).
7. 1 2 3 4 5 6 7 8  Einzugsgebiet abgemessen auf dem Hintergrundlayer Topographische Karte.
8. ↑  Einzugsgebiet aufsummiert aus den Teileinzugsgebieten nach dem Layer Basiseinzugsgebiet (AWGN).
9. ↑  Der Bach durchfließt ein Neilinger Grund oder auch Neulinger Grund genanntes Gewann. Die Variation des Gewann- wie des Bachnamens ergibt sich wohl aus der Verschriftlichung in einem Fall der dialektalen („Neilinger Graben“), im anderen der hochsprachlichen Aussprache („Neulinger Graben“).
10. ↑  Der Bachname ist Gennenbach nach den Layern Gewässernetz (AWGN) und Gewässername, jedoch Gengenbach nach der blauen Bachbeschriftung auf dem Hintergrundlayer Topographische Karte. Gewanne am Lauf tragen beide Namensformen.
11. ↑  Der Eisingerbach nach den Layern Gewässernetz (AWGN) und Gewässername ist auf dem Meßtischblatt 7017 Königsbach von 1875 in der Deutschen Fotothek in schwarz als Hauptgraben beschriftet.

### Andere Belege
1. 1 2  Tenhaeff, Käß, Karsthydrologische Untersuchungen, S. 222.
2. ↑  Abfluss-BW - Daten und Karten
3. ↑  Steckbrief Geotop Doline Enzenloch, Pforzheim beim Landesamt für Geologie, Rohstoffe und Bergbau (Abgerufen am 16. Februar 2024, PDF, 330 KB).
4. ↑  Gudrun Tenhaeff, Werner Käß: Karsthydrologische Untersuchungen im Bereich der Bauschlotter Platte (Nordbaden). In: Jahreshefte des Geologischen Landesamts Baden-Württemberg. 29(1987), S. 209–254, hier S. 248.
5. ↑  Tenhaeff, Käß, Karsthydrologische Untersuchungen, S. 244. 246.
6. ↑  Tenhaeff, Käß, Karsthydrologische Untersuchungen, S. 230.
7. ↑  Historischer Ortsrundgang Ispringen, Station 3, Kämpfelbachquelle, Stand 31. Juli 2019.
8. ↑  Enzkreis: Tour 5. Der Kämpfelbachtalweg – zwei Rundwanderungen (PDF). Wanderempfehlung des Enzkreises unter www.enzkreis.de. Abgerufen am 17. Mai 2019.
9. ↑  Friedrich Huttenlocher, Hansjörg Dongus: Geographische Landesaufnahme: Die naturräumlichen Einheiten auf Blatt 170 Stuttgart. Bundesanstalt für Landeskunde, Bad Godesberg 1949, überarbeitet 1967. → Online-Karte (PDF; 4,0 MB)
10. ↑  Geologie nach den Layern zu Geologische Karte 1:50.000 auf: Mapserver des Landesamtes für Geologie, Rohstoffe und Bergbau (LGRB) (Hinweise)
11. ↑  Tenhaeff, Käß, Karsthydrologische Untersuchungen, S. 220, 230.